# Reprezentacja Kazachstanu w piłce wodnej kobiet
Reprezentacja Kazachstanu w piłce wodnej kobiet – zespół, biorący udział w imieniu Kazachstanu w meczach i sportowych imprezach międzynarodowych w piłce wodnej, powoływany przez selekcjonera, w którym mogą występować wyłącznie zawodnicy posiadający obywatelstwo kazachskie. Za jej funkcjonowanie odpowiedzialny jest Kazachski Związek Pływacki (FWWSRK), który jest członkiem Międzynarodowej Federacji Pływackiej.